# Michel Levallois
Pour les articles homonymes, voir Levallois.
Michel Levallois, né le 16 janvier 1934 dans le [[14e arrondissement de Paris|14e arrondissement]] de Paris et mort le 29 avril 2018 dans cette même ville, est un haut fonctionnaire et historien français, ayant consacré une grande partie de sa carrière et de ses études historiques à la France d’outre-mer. 

## Famille et formation
Il est issu d'une famille créole guyanaise et est l’arrière-petit-neveu de Thomas Urbain (1812-1884), journaliste et interprète, converti à l'islam en Algérie sous le nom de Ismaÿl Urbain. Il est le père d'Agnès Levallois, spécialiste du Moyen-Orient.
Michel Levallois passe une partie de son enfance et adolescence à Madagascar où son père Maurice, rédacteur au ministère de la France d'Outre-mer. Il assistera à la répression de l'insurrection malgache de 1947 dont il dira plus tard « avoir été profondément choqué ». Il est élève au collège Saint-Michel de Tananarive puis poursuit sa scolarité à Paris, aux lycées Buffon et Louis-le-Grand puis à la faculté de droit et enfin il intègre l'École nationale de la France d'outre-mer (ENFOM) dont il sort en 1959.

## Carrière
Il a exercé (1959-1962) différentes fonctions dans l'administration française en Algérie durant la guerre d’Algérie : officier de section administrative spécialisée (SAS), puis faisant fonction de chef de cabinet du préfet d’Orléansville Louis Verger, puis membre du cabinet du délégué général à Alger Jean Morin. 
Il rentre en métropole, dans le corps préfectoral : il sera successivement sous-préfet de La Châtre (Indre), de Villeneuve-sur-Lot (Lot-et-Garonne) et de Provins (Seine-et-Marne). En 1969, il part pour la Nouvelle-Calédonie, appelé par le nouveau Haut-commissaire Louis Verger qu'il a secondé lorsque celui-ci était préfet en Algérie, pour être son secrétaire général. Rentré en métropole, il sera ensuite directeur de cabinet du secrétaire général du gouvernement, Marceau Long (1974-1978) puis préfet de la Haute-Marne et, en 1981, préfet (préfet de région) de la Réunion. De 1984 à 1986, il est directeur des affaires politiques au ministère de l'Outre-Mer. Mis en position hors cadre en 1986, il est affecté l'année suivante au cabinet du ministre des Affaires sociales, Philippe Séguin et est nommé chef de la Mission pour l'emploi des jeunes et les travaux d'utilité collective. Avec le changement de gouvernement, il conseille ensuite Michel Rocard, devenu Premier ministre,  dans les négociations qui aboutiront aux accords de Matignon de 1988 sur la Nouvelle-Calédonie. Il est président de l'Office de la recherche scientifique et technique outre-mer (ORTSOM, aujourd'hui Institut de recherche pour le développement ou IRD). Il prend sa retraite en 1995.
Il est élu membre de la 5e section de l'Académie des sciences d'outre-mer le 2 décembre 1994. Il exerce également plusieurs mandats de président et d'administrateur d'institutions publiques et privées en relation avec l'Afrique subsaharienne : l'université Senghor d'Alexandrie, l'ONG Enda Tiers-Monde et Enda Europe et le Comité international de la fondation de France.
Sa thèse de doctorat en histoire à l'INALCO (soutenue en 1999) porte sur la vie de l'interprète et journaliste Ismaÿl Urbain, son arrière-grand-oncle (1812-1884), en Algérie française.
Michel Levallois meurt le 29 avril 2018, à l'âge de 84 ans, des suites d'une longue maladie dans un hôpital parisien,.

## Affaire «Lafleur - Levallois»
Dans son autobiographie L’Assiégé : vingt-cinq ans de vie politique. Une histoire partagée avec la Nouvelle-Calédonie parue en avril 2000 aux éditions Plon, Jacques Lafleur (1932-2010), homme politique néo-calédonien et chef du camp anti-indépendantiste, accuse nommément Michel Levallois, d’avoir une part de responsabilité importante dans la mort du dirigeant indépendantiste Éloi Machoro en 1985. Pour ces déclarations, Michel Levallois obtient du tribunal correctionnel de Paris la condamnation en diffamation du député néo-calédonien et de son éditeur, confirmé en appel le 2 avril 2003. Jacques Lafleur et Plon doivent alors payer solidairement 15 245 € de dommages et intérêts à Michel Levallois, tandis que les passages incriminés du livre doivent être retirées dans ses publications ultérieures. Cependant, le chef anti-indépendantiste s’insurge contre cette décision de justice en déclarant : « Je maintiens que ce que j’ai écrit est vrai ».

## Récompenses et distinctions

### Décorations
- Officier de la Légion d'honneur[1]
- Officier de l'ordre national du Mérite[1]
- Chevalier de l'ordre des Arts et des Lettres[1]
- Croix de la Valeur militaire[1]

## Publications

### Ouvrages
- Michel Levallois, Ismaÿl Urbain (1812-1884) : une autre conquête de l’Algérie, éd. Maisonneuve & Larose, 2001,  (ISBN 2706815337), aperçu disponible sur le site du Google Livres
- Michel Levallois, Ismaÿl Urbain : Royaume arabe ou Algérie franco-musulmane ? 1848-1870, éd. Riveneuve, 2012,  (ISBN 978-2-3601-3101-3)
- Michel Levallois, De la Nouvelle-Calédonie à Kanaky: Au cœur d'une décolonisation inachevée, éd Vents d'ailleurs, 2018,

### Articles
- Michel LEVALLOIS, « Mélanésia 2000 - Un festival très politique », Journal de la Société des océanistes, vol. 100, n°1 (1995), p. 125-127.
- Michel Levallois, « Les saint-simoniens en Égypte », Bulletin de la Sabix. Société des amis de la Bibliothèque et de l'Histoire de l'École polytechnique, no 54,‎ 1er avril 2014, p. 43–45 (lire en ligne, consulté le 7 novembre 2017)